# Henry M. Leland
Henry Martyn Leland (16 de febrero de 1843 - 26 de marzo de 1932) fue un tornero mecánico, inventor, ingeniero y empresario automotriz estadounidense. Fundó las dos principales marcas automotrices de lujo estadounidenses, Cadillac y Lincoln.

## Primeros años
Henry M. Leland nació de Leander y Zilpha, siendo el menor de 8 hermanos, en Vermont en 1843. Las fuentes difieren en la ciudad de su nacimiento (Danville versus Barton); Creció en Barton. Aprendió ingeniería y mecanizado de precisión en la planta de Brown & Sharpe en Providence, Rhode Island. Posteriormente trabajó en la industria de las armas de fuego, incluido en Colt. Estas experiencias en la fabricación de herramientas, metrología y fabricación lo sumergieron en el espíritu de la intercambiabilidad del siglo XIX. 
Aplicó esta experiencia a la naciente industria del motor ya en 1870 como director en el taller de máquinas Leland & Faulconer, y más tarde fue proveedor de motores de Olds Motor Vehicle Company de Ransom E. Olds, más tarde conocido como Oldsmobile. También inventó las podadoras eléctricas de barbero, y por un corto tiempo produjo un tren de juguete único, el monorraíl Leland-Detroit.

## Cadillac
Leland creó el automóvil Cadillac, que luego compró General Motors. En 1902, William Murphy y sus socios de la Henry Ford Company contrataron a Leland para evaluar la fábrica y las herramientas de la compañía antes de la liquidación. Leland completó la evaluación, pero le advirtió a Murphy y a sus socios que estaban cometiendo un error al liquidar, y sugirió que, en su lugar, se reorganizaran, construyendo un nuevo automóvil impulsado por un motor de un solo cilindro que Leland había desarrollado originalmente para Oldsmobile. Los directores no perdieron tiempo en renombrar la empresa Cadillac. En Cadillac, Leland aplicó muchos principios modernos de fabricación a la incipiente industria automotriz, incluido el uso de piezas intercambiables. Alfred P. Sloan, presidente de mucho tiempo y presidente de General Motors, consideró a Leland como "uno de los principales responsables de llevar la técnica de piezas intercambiables a la fabricación de automóviles".
El Cadillac ganó el Trofeo Dewar para 1908.
Leland vendió Cadillac a General Motors el 29 de julio de 1909 por $4.5 millones, pero permaneció como ejecutivo hasta 1917. Con Charles Kettering, desarrolló una iniciativa para el Cadillac, que ganó su segundo Trofeo Dewar en 1913 como resultado. Instó a Kettering a diseñar un arrancador eléctrico viable después de que un ingeniero de Cadillac fuera golpeado en la cabeza y muerto por una manivela de arranque cuando el motor disparó.
Dejó a General Motors en una disputa con el fundador de la compañía William C. Durant por producir material durante la Primera Guerra Mundial. Se le había pedido a Cadillac que construyera motores de aviones Liberty, pero Durant era pacifista. 

## Lincoln
Leland fundó Lincoln. Leland formó la Lincoln Motor Company, obtuvo un contrato de $10.000.000 y comenzó a construir el motor V12 Liberty. Después de la guerra, la compañía se reorganizó y la Lincoln Motor Company Plant se reorganizó para fabricar automóviles de lujo. Se dice que el motor V8 usado en los primeros automóviles Lincoln está influenciado por el diseño del motor Liberty. 
En 1922, Lincoln se declaró insolvente y fue comprado por la Ford Motor Company de Henry Ford. La oferta de Ford de $8 millones fue la única oferta en una venta de receptores. Ford había ofrecido primero $5 millones, pero el juez no lo aceptaría para una compañía bien equipada cuyos activos se estimaron conservadoramente en $16 millones. Ford deliberadamente rebajó su oferta como venganza contra el papel de Leland en la creación de Cadillac.
Después de la venta, Leland y su hijo Wilfred continuaron dirigiendo la compañía, creyendo que aún tendrían el control total para administrar la compañía como mejor les pareciera. Ford asignó un número de su gente a Lincoln, dijeron que aprender. Sin embargo, pronto se hizo evidente que estaban allí para racionalizar su producción y detener la pérdida de dinero que había llevado a Lincoln a la bancarrota. Las relaciones entre los trabajadores de Henry Ford y Leland continuaron deteriorándose. 
El 10 de junio de 1922, el ejecutivo de Ford Ernest Liebold llegó a Lincoln para pedir la renuncia de Wilfred Leland. Cuando quedó claro que Liebold tenía toda la autoridad de Henry Ford, Henry Leland también renunció. Esa tarde ambos hombres fueron sacados de la fábrica que habían creado.
El Lincoln continúa siendo parte de la línea de lujo de Ford hasta el presente. Leland no tenía conexión con el Lincoln Motor Car Works, una marca vendida por Sears-Roebuck de 1905-1915. 

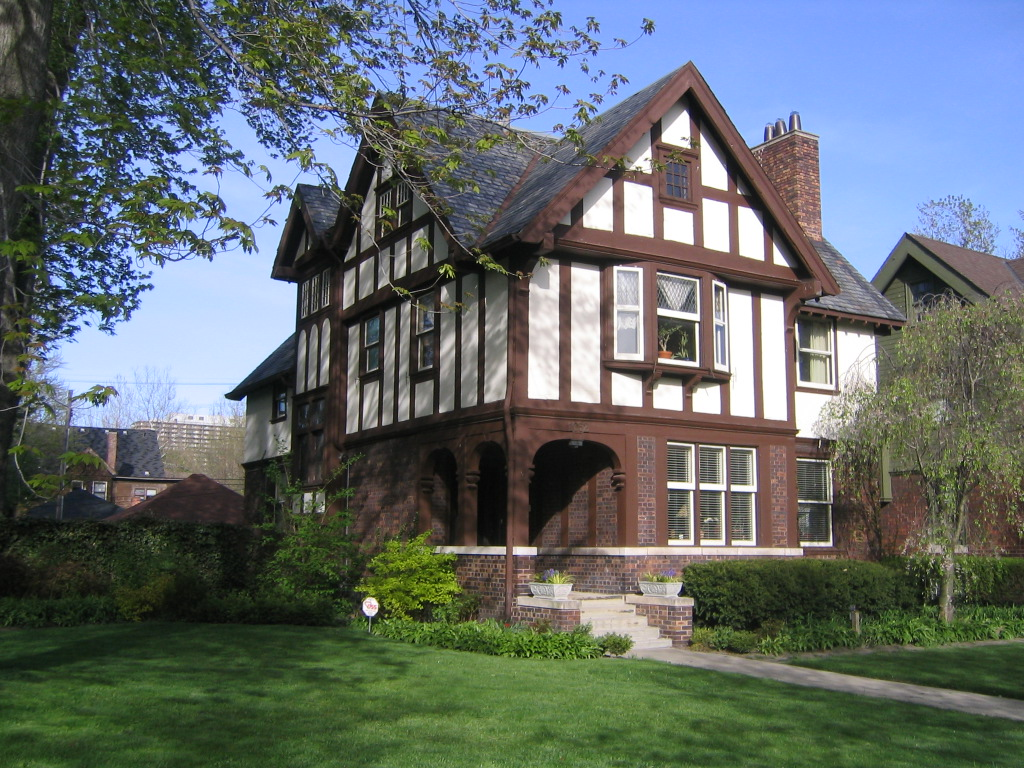
Casa de Henry Leland, en el distrito Indian Village del este de Detroit.

## Política
El progresismo en Detroit fue impulsado por hombres y mujeres de clase media alta que sintieron el deber cívico de elevar a la sociedad liberándola de la tiranía de los políticos corruptos que trabajaban de la mano con empleados de salón sin escrúpulos. Leland fue un líder importante, con su base en la Liga de Ciudadanos de Detroit. Con el apoyo de las comunidades comerciales, profesionales y religiosas protestantes de Detroit, la Liga hizo campaña por una nueva carta constitucional de la ciudad en 1918, una ordenanza contra el salón y la tienda abierta por la cual un trabajador podía conseguir un trabajo incluso si no pertenecía a un sindicato.

## Vida personal

### Familia
Leland era hijo de Leander Leland y Zilpha Tifft. Se casó con Ellen Rhoda Hull (n. 24/04/1846 - m. 15/01/1914, hija de Elias Hull). Tuvieron tres hijos: Martha Gertrude (n. 1868 - m. ?), Wilfred Chester (n. 11/07/1869 - m. 1958); y Miriam Edith (n. 1872 - m. 1894). Todos nacieron en Millbury, Massachusetts.

### Muerte
Henry M. Leland murió en Detroit el 26 de marzo de 1932. Está enterrado allí en el cementerio Woodmere.

### En inglés
- Breve página de biografía de un pariente
- Retrospectiva de Detroit News
- Antigua historia con un poco de Leland
- Artículo histórico
- Marcador histórico de Vermont Archivado el 15 de enero de 2006 en Wayback Machine.

- Datos: Q957621
- Multimedia: Henry M. Leland / Q957621